# Brasiliens damlandslag i landhockey
Brasiliens damlandslag i landhockey (portugisiska: Seleção Brasileira de Hóquei sobre a Grama Feminino) representerar Brasilien i landhockey på damsidan. Laget slutade på åttonde plats vid  panamerikanska spelen 2007.

### Fotnoter
1. ↑  ”Pan American Games - Final Standings” (på engelska). Panamhockey. Arkiverad från originalet den 2 december 2018. https://web.archive.org/web/20181202101847/http://www.panamhockey.org/en/panamgames. Läst 26 juli 2015.